# Bertil Bertilson
Bertil Bertilson, född 11 januari 1940 i Hedvig Eleonora församling i Stockholm, död 4 april 2003 i Stockholms domkyrkoförsamling på samma ort , var en svensk komiker, musiker och underhållare samt en av medlemmarna i Rockfolket.

## Verksamhet
Bertilson kallades för "snabbvitsarnas mästare", och han hade en förmåga att få publiken med sig. Han uppträdde tillsammans med Thomas Hellberg under namnet "Snabbhumoristerna". Bertilson gjorde shower och bus tillsammans med Kalle Sändare genom att vara ute i publiken och få dem att ge uppslag till busringningar, medan Kalle Sändare därefter ringde upp och skojade med vederbörande. Bland annat gjordes detta på restaurangerna Bacchi Wapen och Den gröne Jägaren i Stockholm.
Han turnerade med Abba och var turnéledare för Beatles vid deras besök i Sverige hösten 1963. I början av 1970-talet drog Bertil Bertilsson igång Rockfolket tillsammans med Leif "Burken" Björklund, Rock-Ragge och Sigge Ernst.

## Filmografi
- 1965 – Pang i bygget
- 1967 – Drra på – kul grej på väg till Götet
- 1984 – Jokerfejs
- 1985 – Smugglarkungen
- 2001 – Känd från TV
- 2002 – I.D.B.A.V.